# Apocryptes bato
Az Apocryptes bato a csontos halak (Osteichthyes) főosztályának a sugarasúszójú halak (Actinopterygii) osztályába, ezen belül a sügéralakúak (Perciformes) rendjébe, a gébfélék (Gobiidae) családjába és az iszapugró gébek (Oxudercinae) alcsaládjába tartozó faj.
Nemének egyetlen faja.

## Előfordulása
Az Apocryptes bato előfordulási területe az Indiai-óceán ázsiai tengerpartjai. A következő országok folyótorkolataiban lelhető fel: India, Banglades és Mianmar.

## Megjelenése
Ez a halfaj legfeljebb 26 centiméter hosszú. A testén 6-7 függőleges, vékony, barna sáv látható.

## Életmódja
Trópusi halfaj, amely egyaránt megél az édes-, a brakk- és sósvízben is. A folyótorkolatok és árapálytérségek lakója. Az iszapba üregeket váj magának. A víz alá is lemerülhet. A 23-28 Celsius-fokos vízhőmérsékletet kedveli.

## Felhasználása
Ennek a gébfajnak csak csekély mértékű halászata van.